# Кинески Тајпеј на Олимпијским играма
Република Кина су се први пут појавила на Олимпијским играма 1932. године и под тим именом је слала своје спортисте на олимпијаде све до 1976. године. После цивилног рата у Кини, влада републике Кине се повукла на Тајван и одатле шаље своје спортисте на такмичења. Од 1984. године спортисти из Републике Кине учествују на свим наредним олимпијским играма али под именом Кинески Тајпеј, како на Летњим тако и на Зимским олимпијским играма
На Зимским олимпијским играма Република Кина је први пут учествовала 1972. године и после тога још само једанпут 1976. године под тим имено. Република Кина никада није била домаћини олимпијских игара;
Олимпијци из Републике Кине закључно са 2008. годином су освојили укупно 19 медаља, две златне, шест сребрних и једанаест бронзаних. Све медаље су освојена на Летњим олимпијским играма, наквише у теквондоу.
Национални олимпијски комитет Тајпеја (Chinese Taipei Olympic Committee) је основан 1960. и признат од стране Међународног олимпијског комитета исте године.

## Учешће

### Временски оквир учешћа историја имена
| Датум     | Екипа | Екипа                |
| --------- | ----- | -------------------- |
| 1932–1936 | Кина  | као део Јапан        |
| 1948      | Кина  | Кина                 |
| 1952      | Кина  |                      |
| 1956      |       | Република Кина       |
| 1960      |       | Формоза (RCF)        |
| 1964–1968 |       | Тајван (TWN)         |
| 1972–1976 |       | Република Кина (ROC) |
| 1980      | Кина  |                      |
| 1984–     | Кина  | Кинески Тајпеј       |

Кинески Тајпеј (упрош: 中华台北; трад: 中華臺北; пин: Zhōnghuá Táiběi) назив је за Републику Кину који је одређен „Нагојском резолуцијом”, којом се Република Кина и Народна Република Кина међусобно признају када су у питању делатности везане за Међународни олимпијски комитет. Република Кина учествује под овим називом у многим међународним организацијама и догађајима, укључујући Олимпијске и Параолимпијске игре, Азијске игре, „Азијске параигре, Универзијаду, Свјетско првенство у фудбалу, Мис Кинеског Тајпеја и Светску здравствену организацију.
Термин је намерно двосмислен. За Народну Републику Кину, „Кинески Тајпеј” има двосмислено значење о политичком статусу или суверенитету Републике Кине, за Републику Кину, „Кинески Тајпеј” је шири појам од термина Тајван (који је Куоминтанг сматрао само једним делом „Кине”, који као и КПК, тврди да је једина законита власт целе „Кине”, док НРК користи термин „Тајван” за покрајину која се налази на подручју непризнате РК) и Тајван који се може схватити као подручје под контролом Народне Републике Кине.

## Медаље

### Освојене медаље на ЛОИ
| Учешће и освојене медаље Републике Кине на ЛОИ |                                 |                                 |                                 |                                 |                                 |                                 |                                 |                                 |                                 |                                 |
| ЛОИ                                            | Носилац заставе                 | Учешће                          | Муш.                            | Жене                            | спорт.                          | Злато                           | Сребро                          | Бронза                          | Укупно                          | Ранг                            |
| 1932 Лос Анђелес                               |                                 |                                 |                                 |                                 |                                 | 0                               | 0                               | 0                               | 0                               |                                 |
| 1936 Берлин                                    |                                 |                                 |                                 |                                 |                                 | 0                               | 0                               | 0                               | 0                               |                                 |
| 1948 Лондон                                    |                                 |                                 |                                 |                                 |                                 | 0                               | 0                               | 0                               | 0                               |                                 |
| 1952 Хелсинки                                  | Република Кина није учествовала | Република Кина није учествовала | Република Кина није учествовала | Република Кина није учествовала | Република Кина није учествовала | Република Кина није учествовала | Република Кина није учествовала | Република Кина није учествовала | Република Кина није учествовала | Република Кина није учествовала |
| 1956 Мелбурн и Стокхолм                        |                                 |                                 |                                 |                                 |                                 | 0                               | 1                               | 0                               | 1                               |                                 |
| 1960 Рим                                       |                                 |                                 |                                 |                                 |                                 | 0                               | 0                               | 0                               | 0                               |                                 |
| 1964 Токио                                     |                                 |                                 |                                 |                                 |                                 | 0                               | 0                               | 0                               | 0                               |                                 |
| 1968 Мексико Сити                              |                                 |                                 |                                 |                                 |                                 | 0                               | 0                               | 1                               | 1                               |                                 |
| 1972 Минхен                                    |                                 |                                 |                                 |                                 |                                 | 0                               | 0                               | 0                               | 0                               |                                 |
| 1976 Монтреал                                  | Република Кина није учествовала | Република Кина није учествовала | Република Кина није учествовала | Република Кина није учествовала | Република Кина није учествовала | Република Кина није учествовала | Република Кина није учествовала | Република Кина није учествовала | Република Кина није учествовала | Република Кина није учествовала |
| Укупно                                         |                                 |                                 |                                 |                                 |                                 | 0                               | 1                               | 1                               | 2                               |                                 |

| Учешће и освојене медаље Кинеског Тајпеја на ЛОИ |                                |                                |                                |                                |                                |                                |                                |                                |                                |                                |
| ЛОИ                                              | Носилац заставе                | Учешће                         | Муш.                           | Жене                           | спорт.                         | Злато                          | Сребро                         | Бронза                         | Укупно                         | Ранг                           |
| 1980 Москва                                      | Кинески Тајпеј није учествовао | Кинески Тајпеј није учествовао | Кинески Тајпеј није учествовао | Кинески Тајпеј није учествовао | Кинески Тајпеј није учествовао | Кинески Тајпеј није учествовао | Кинески Тајпеј није учествовао | Кинески Тајпеј није учествовао | Кинески Тајпеј није учествовао | Кинески Тајпеј није учествовао |
| 1984 Лос Анђелес                                 |                                |                                |                                |                                |                                | 0                              | 0                              | 1                              | 1                              |                                |
| 1988 Сеул                                        |                                |                                |                                |                                |                                | 0                              | 0                              | 0                              | 0                              |                                |
| 1992 Барселона                                   |                                |                                |                                |                                |                                | 0                              | 1                              | 0                              | 1                              |                                |
| 1996 Атланта                                     |                                |                                |                                |                                |                                | 0                              | 1                              | 0                              | 1                              |                                |
| 2000 Сиднеј                                      |                                |                                |                                |                                |                                | 0                              | 1                              | 4                              | 5                              |                                |
| 2004 Атина                                       |                                |                                |                                |                                |                                | 2                              | 2                              | 1                              | 5                              |                                |
| 2008 Пекинг                                      |                                |                                |                                |                                |                                | 0                              | 0                              | 4                              | 4                              |                                |
| 2012 Лондон                                      |                                |                                |                                |                                |                                |                                |                                |                                |                                |                                |
| 2016. Рио де Жанеиро                             |                                |                                |                                |                                |                                |                                |                                |                                |                                |                                |
| 2020. Токио                                      |                                |                                |                                |                                |                                |                                |                                |                                |                                |                                |
| 2024. Париз                                      |                                |                                |                                |                                |                                |                                |                                |                                |                                |                                |
| 2028. Лос Анђелес                                | предстојећи догађај            |                                |                                |                                |                                |                                |                                |                                |                                |                                |
| 2032. Бризбејн                                   | предстојећи догађај            |                                |                                |                                |                                |                                |                                |                                |                                |                                |
| Укупно                                           |                                |                                |                                |                                |                                | 2                              | 5                              | 10                             | 17                             |                                |

### Освојене медаље на ЗОИ
| Учешће и освојене медаље Републике Кине на ЗОИ |                 |        |      |      |        |       |        |        |        |      |
| ЛОИ                                            | Носилац заставе | Учешће | Муш. | Жене | спорт. | Злато | Сребро | Бронза | Укупно | Ранг |
| 1972. Сапоро                                   |                 |        |      |      |        | 0     | 0      | 0      | 0      |      |
| 1976. Инзбрук                                  |                 |        |      |      |        | 0     | 0      | 0      | 0      |      |
| Укупно                                         |                 |        |      |      |        | 0     | 0      | 0      | 0      |      |

| Учешће и освојене медаље Кинеског Тајпеја на ЗОИ |                     |        |      |      |        |       |        |        |        |      |
| ЛОИ                                              | Носилац заставе     | Учешће | Муш. | Жене | спорт. | Злато | Сребро | Бронза | Укупно | Ранг |
| 1984. Сарајево                                   |                     |        |      |      |        | 0     | 0      | 0      | 0      |      |
| 1988. Калгари                                    |                     |        |      |      |        | 0     | 0      | 0      | 0      |      |
| 1992. Албервил                                   |                     |        |      |      |        | 0     | 0      | 0      | 0      |      |
| 1994. Лилехамер                                  |                     |        |      |      |        | 0     | 0      | 0      | 0      |      |
| 1998. Нагано                                     |                     |        |      |      |        | 0     | 0      | 0      | 0      |      |
| 2002. Солт Лејк Сити                             |                     |        |      |      |        | 0     | 0      | 0      | 0      |      |
| 2006. Торино                                     |                     |        |      |      |        | 0     | 0      | 0      | 0      |      |
| 2010. Ванкувер                                   |                     |        |      |      |        | 0     | 0      | 0      | 0      |      |
| 2018. Пјонгчанг                                  |                     |        |      |      |        |       |        |        |        |      |
| 2014. Сочи                                       |                     |        |      |      |        |       |        |        |        |      |
| 2022. Пекинг                                     |                     |        |      |      |        |       |        |        |        |      |
| 2026. Милано и Кортина                           | предстојећи догађај |        |      |      |        |       |        |        |        |      |
| 2030. Француски Алпи                             | предстојећи догађај |        |      |      |        |       |        |        |        |      |
| 2034. Солт Лејк Сити                             | предстојећи догађај |        |      |      |        |       |        |        |        |      |
| Укупно                                           |                     |        |      |      |        | 0     | 0      | 0      | 0      |      |